# Joe D. Goddard
Joe Dean Goddard (* 13. Juni 1936 in Buncombe, Illinois) ist ein US-amerikanischer Chemieingenieur, der sich mit Hydrodynamik  befasst.
Goddard studierte an der University of Illinois mit dem Bachelor-Abschluss 1957 und wurde 1962 als Chemieingenieur an der University of California, Berkeley promoviert. 1962/63 forschte er am französischen Petroleum-Institut. 1963 wurde er Assistant Professor und später Professor an der University of Michigan. 1976 wurde er Professor an der University of Southern California und 1991 an der University of California, San Diego. 
Er befasst sich mit Hydrodynamik komplexer Flüssigkeiten und granularer Materialien (sowie Suspensionen) und chemischen und biomolekularen Transportprozessen.
1971 war er als Gastwissenschaftler an der Universität Cambridge und 1984 als Fulbright Fellow in Belgien. 2012/13 war er Gastprofessor in Berkeley.
2012 erhielt er die G. I. Taylor Medal. 1991 bis 1993 war er Präsident der Society of Rheology.

## Schriften
- Herausgeber mit James T. Jenkins, Pasquale Giovine: UTAM-ISIMM Symposium on Mathematical Modeling and Physical Instances of Granular Flows, Reggio Calabria, Italien, 14.–18. September 2009, American Institute of Physics 2010